# 셔우드 홀 (1893년)
셔우드 홀(Sherwood Hall, 1893년 11월 10일 ~ 1991년 4월 5일)은 대한민국에서 활동한 캐나다의 의료 선교사이다. 대한민국에서 크리스마스 실을 처음으로 발행했다.

## 생애
서울에서 태어났다. 아버지는 미국 감리회 의료선교사이자 광성고등학교 설립자인 윌리엄 제임스 홀이고 어머니는 로제타 셔우드 홀이다. 1928년 일제강점기 조선에 결핵 요양소를 세운 뒤 '결핵 환자의 위생학교'라고 명명했다. 1932년 12월 3일 결핵 요양소의 운영비를 마련하고 결핵에 대한 계몽과 선전을 하기 위해 남대문을 그린 크리스마스 실을 발행했다. 1940년 간첩 혐의로 일본 헌병대에 체포됐다. 그후 인도에서 의료선교를 하다 1963년 은퇴했고, 캐나다 밴쿠버에서 세상을 떠났다. 유해는 1992년 4월 10일 아버지가 묻힌 양화진 외국인묘지에 묻혔다.

## 저서
- 조선회상 - 1978년 좋은씨앗 발간, 1984년 동아일보사에서 국역 출간